# Березняки (зупинний пункт, Одеська залізниця)
Березняки — пасажирський зупинний пункт Шевченківської дирекції Одеської залізниці на електрифікованій лінії Імені Тараса Шевченка — Чорноліська між зупинними пунктами Велика Яблунівка (2  км) та 222 км (2  км). Розташований в однойменному селі Черкаського району Черкаської області.

## Пасажирське сполучення
На зупинному пункті Березняки зупиняються приміські поїзди до станцій Імені Тараса Шевченка, Цвіткове, Знам'янка-Пасажирська.